# Gaius Marcius Rutilus
Gaius Marcius Rutilus (ook bekend als "Rutulus") was de eerste plebejische dictator en censor in het Imperium Romanum, en was viermaal consul.
Hij werd voor het eerst verkozen tot consul in 357 v.Chr., het volgende jaar aangeduid als dictator om de invasie van de Etrusken af te handelen. Hij overviel het vijandige kamp bij verrassing en verdreef hen van het Romeinse territorium, waarvoor hem een triomftocht werd toegekend door het volk, tegen de wens van de senaat in.
Rutilus werd opnieuw tot consul verkozen in 352. Aan het eind van zijn ambtsperiode was hij kandidaat voor het ambt van censor en won, ondanks patricische oppositie. Hij was ook consul in 344 en 342, toen hij het leger aanvoerde tijdens de Samnitische oorlogen.
Zijn zoon Gaius Marcius Rutilus was consul in 310.
Het is zeer waarschijnlijk dat de dictatuur en andere details later gefabriceerd werden door de gens Marcia.

## Antieke bron
- Livius, Ab Urbe Condita VII.